# Swamped
"Swamped" je drugi singl s albuma Comalies talijanske gothic metal grupe Lacuna Coil. Također je soundtrack videoigri "Vampire: The Masquerade - Bloodlines" i dio soundtracka za film Resident Evil: Apokalipsa.